# (33377) Večerníček
(33377) Večerníček – planetoida z pasa głównego asteroid okrążająca Słońce w ciągu 3 lat i 161 dni w średniej odległości 2,28 j.a. Została odkryta 12 lutego 1999 roku w obserwatorium astronomicznym w Ondřejovie przez Petra Pravca. Nazwa planetoidy pochodzi od animowanej postaci nazwanej Večerníčkiem, która każdego wieczoru zapraszała dzieci do oglądania dobranocki w czeskiej telewizji. Przed jej nadaniem planetoida nosiła oznaczenie tymczasowe (33377) 1999 CR9.